# إيست ليفينوورث (ميزوري)
إيست ليفينوورث (بالإنجليزية: East Leavenworth)‏ هي إحدى المجتمعات الفردية (غير مصنفة) في ولاية ميزوري في الولايات المتحدة الأمريكية.